# Edgar Jesús Mejía Orozco
Edgar Jesús Mejía Orozco (ur. 13 stycznia 1976 w Barranquilli) – kolumbijski duchowny katolicki, biskup pomocniczy Barranquilli od 2024.

## Życiorys

### Prezbiterat
Święcenia kapłańskie otrzymał 17 listopada 2007 i został inkardynowany do archidiecezji Barranquilla. Pracował głównie jako duszpasterz parafialny, pełnił też funkcje wychowawcy w seminarium w Barranquilli oraz wikariusza generalnego archidiecezji.

### Episkopat
15 maja 2024 papież Franciszek mianował go biskupem pomocniczym archidiecezji Barranquilla ze stolicą tytularną Zattara. Sakry udzielił mu 27 lipca 2024 arcybiskup Barranquilla, Pablo Emiro Salas Anteliz.